# Наголоватка меловая
Наголова́тка мелова́я (лат. Jurinēa cretācea) — многолетние травянистое растение; вид рода Наголоватка (Jurinea), семейства Астровые (Asteraceae). Занесена в Красную книгу России.

## Ареал и среда обитания
Эндемик юга Русской равнины. Встречается только на юго-востоке европейской части России в Волгоградской, Оренбургской, Саратовской и Ростовской областях.
Как правило, растет на обнажениях карбонатсодержащих каменистых горных пород (мела, мергеля, опок, опоковидных карбонатных песчаников) и продуктах их выветривания, поселяясь в нижней половине склона.

## Описание
Многолетнее травянистое растение высотой от 30 до 70 см, обладает мощной стержнекорневой системой. Всё растение опушено спутанными паутинисто-войлочными волосками. Стебель слабо олиственный.
Розеточные листья пористо-рассечённые, снизу беловойлочные, стеблевые сидячие, низбегающие, верхние — цельные.
Корзинки одиночные, паутинисто-опушённые, в диаметре до 5—6 см. Наружные листочки обёртки заострённые, с загнутым окончанием. Венчик розово-пурпурный.
Плоды — ребристые четырёхгранные семянки.
В пределах ареала вид сильно меняется по степени расчленения листовой пластинки, характеру опушения соцветия, форме кроющих листочков корзинки. После всхода несколько лет развивается в виде вегетирующей прикорневой розетки листьев, на 6—7-й год впервые цветёт. Цветение в мае — июне, плодоношение — в июле, затем погибает. Размножается семенами.

## Охрана
Помимо включения в Красную книгу России, включена в Красные книги следующих субъектов РФ: Волгоградская область, Оренбургская область, Ростовская область.

## Синонимика
Слгласно данным The Plant List
- Jurinea kasakorum Iljin
- Jurinea talijevii Klokov